# Wojciech Klimala
Wojciech Klimala (ur. 12 września 1984 w Tychach) – polski reżyser, scenarzysta, autor filmów dokumentalnych, fabularnych, sztuk teatralnych i książek.

## Życiorys i twórczość
Absolwent reżyserii Wydziału Radia i Telewizji im. Krzysztofa Kieślowskiego Uniwersytetu Śląskiego. Dyplom fabularny Klimali z katowickiej filmówki ELIZABETH był wyświetlany na ponad 50 festiwalach w Polsce i na świecie gdzie otrzymał kilkanaście głównych nagród oraz wyróżnień.  W 2015 ukończył Szkołę Wajdy na kierunku DOKPRO. Studiował również w czeskiej Akademii Filmowej im. Miroslava Ondříčka w Písku, gdzie w 2011 obronił dyplom licencjacki. Od 2012 roku jest członkiem Stowarzyszenia Filmowców Polskich. Za film ENTROPIA na podstawie opowiadania Marka Hłaski Miesiąc matki boskiej otrzymał nagrodę na QL Filmowym Festiwalu w Polsce (2015) oraz Sanford International Film Festival w USA (2015). Natomiast jego pełnometrażowy debiut HUGO został doceniony nagrodą młodych krytyków FIPRESCI za najlepszy debiut na 33 Warszawskim Festiwalu Filmowym oraz otrzymał prestiżową nominacją do Busan Vision Awards na 22 Międzynarodowym Festiwalu Filmowym w Busan (2017), natomiast kapituła Nagroda Polskiego Kina Niezależnego im. Jana Machulskiego uznała film HUGO za najlepszy film dokumentalny w 2019 roku. Kolejny film ZNAKI został doceniony dwukrotnie w Ameryce Północnej, otrzymując tytuł: „Platnium Reeal” na „Nevada International Film Festival”  oraz „Hollywood Eagle Documentary Award” na  Festiwal Filmów Polskich w Los Angeles. Laureat stypendium Ministra Kultury i Dziedzictwa Narodowego – Młoda Polska (2017). Obecnie mieszka i pracuje w Warszawie.

## Filmografia
Źródło: FilmPolski.pl
- Osiem procent[7] (2022) scenariusz i reżyseria
- Barwy szczęścia (2019–2020) – reżyseria
- Elizabeth (2018) – scenariusz i reżyseria
- Znaki (2018) – scenariusz i reżyseria
- Żeńcy (2017) – reżyseria
- Hugo (2017) – scenariusz i reżyseria
- The River (2016) – scenariusz i reżyseria
- Cinematic piano (2015) – scenariusz i reżyseria
- Entropia (2014) – scenariusz i reżyseria
- Na dobry początek (2012) – scenariusz i reżyseria
- Zawód turysta (2012) – scenariusz i reżyseria

## Sztuki teatralne
- Oświadczyny (2017) – adaptacja i reżyseria
- W składzie porcelany (2011) – reżyseria
- Drzazga (2007) – scenariusz i reżyseria
- Machina de Silesia (2006) – scenariusz i reżyseria

## Książki
- Wino, praktyczny poradnik (2009) – autor
- Niebo pełne gwiazd (2006) – autor